# Saša Strujić
Saša Strujić (* 8. Dezember 1991 in Sarajevo) ist ein bosnischer Fußballspieler.

## Karriere
In seiner Jugend spielte Strujić für Arminia Eilendorf, Alemannia Aachen und Germania Dürwiß. Für Germania Dürwiß absolvierte er in der Saison 2009/10 in der Fußball-Mittelrheinliga seine ersten Spiele im Senioren-Bereich. Er gab sein Debüt für die zweite Mannschaft von Alemannia Aachen am 14. August 2011 in damaligen NRW-Liga in der Partie gegen den SV Bergisch Gladbach 09. Er wurde am 30. Januar 2013 zur Partie gegen Borussia Dortmund II zum ersten Mal in die erste Mannschaft berufen. Er stand in der Startelf und spielte auf der Position des linken Verteidigers. Die Partie endete 0:0.
Strujić unterschrieb am 18. Juni 2014 einen Vertrag bei der TSG Neustrelitz, den er am 29. Juni 2014 wieder auflöste. Er unterschrieb einen Tag später einen Vertrag bei der zweiten Mannschaft des VfL Wolfsburg. Nach Vertragsende im Sommer 2015 wechselte Strujić im November 2015 zum TSV Steinbach. Er gewann am 21. Mai 2018 mit dem TSV Steinbach den Hessenpokal und zog so in den DFB-Pokal ein. Anschließend traf er mit der Verein in der 1. Runde des DFB-Pokals 2018/19 auf den FC Augsburg. Die Partie gegen den Bundesligisten unterlag der TSV Steinach knapp mit 1:2 und Strujić spielte dabei über die volle Zeit.
In der Saison 2019/2020 konnte er mit dem Verein erneut den Hessenpokal gewinnen, mit einem 1:0-Sieg über den FSV Frankfurt im Finale. Dieser Sieg bedeutete die erneute Teilnahme an der 1. Runde des DFB-Pokals. Hier traf er mit Steinbach auf den SV Sandhausen. Strujić spielte über die vollen 90 Minuten und sah in der 59. Spielminute die Gelbe Karte. Am Ende musste er sich mit dem TSV Steinbach knapp mit 1:2 dem Zweitligisten geschlagen geben.
Nach 8 Jahren beim TSV Steinbach kehrte Strujić im Sommer 2023 zu Alemannia Aachen zurück.

## Erfolge
- Hessenpokalsieger mit dem TSV Steinbach: 2017/18 & 2019/20
- Meister der Regionalliga West: 2024
- Mittelrheinpokal-Sieger: 2024